# Joseph Kaszyc
Joseph Kaszyc (en polonais : Józef Kaszyc, en biélorusse : Юзаф Кашыц (Jazep Košice)), est un noble polonais ayant participé à la campagne de Russie et à l'insurrection de 1830-1831, né dans le domaine de Jovkine du village de Zhovkina, aujourd'hui district de Pinsk, voblast de Brest le 25 novembre 1795, et mort à Nice le 16 janvier 1868.

## Biographie
Il appartient à une riche famille noble polonaise, les Kaszyc, dont les armoiries du clan de chevaliers « Radvan ». Il est le fils de Michal Kaszyc, du domaine de Jovkine, staroste de Czudiany, et de Rose Kieniewicz. Il a un frère, Jan. Il est orphelin très jeune et laissé à en possession d'une fortune considérable. Durant son enfance, la famille a déménagé dans le district de Navahroudak. Il a étudié à l'école dominicaine de Navahroudak. En 1811 , il est entré au département de mathématiques de l'université de Vilnius. À l'entrée des troupes françaises en Lituanie, il décide d'abandonner ses études et de prendre les armes. Il participe à la campagne de Russie, en 1812, dans le 17e régiment de uhlans au côté de la Grande Armée. En 1813, son régiment fait partie de la division Lallemand du 13e corps d'armée commandée par Louis Nicolas Davout basée à Hambourg. Il a accompli plusieurs actions d'éclat pendant la retraite de l'armée. Après l'abdication de Napoléon il a donné sa démission. Il est retourné dans ses foyers puis a décidé de visiter les capitales de l'Europe pendant trois années. Il s'est ensuite installé dans le district de Navahroudak à partir de 1817 et s'est marié avec Sophie Rajecka. En 1827, il est élu juge, en 1830, maréchal de du district de Navahroudak (Novogrodek). Il a été nonce (député) à la diète polonaise. Au début du soulèvement de 1830-1831, bien que favorable il reste prudent car il est surveillé et il ne veut pas compromettre son utilité comme maréchal dans un district où passe la route reliant Minsk à Brest et entre la Russie et Varsovie. Elle a été empruntée par l'armée commandée par le général Hans Karl von Diebitsch chargé de réprimé le soulèvement. Ce dernier laisse un bataillon dans le district pour contrôler tout mouvement de la population. Après l'échec du généraleAntoni Giełgud en Lituanie, il décide alors d'organiser des manifestations dans les districts de Navahroudak et de Slonim. Le 22 juin 1831, il décide d'intervenir. Dans son domaine, à Jatra, il crée un détachement d'environ 1 000 personnes en juillet 1831. Il participe alors à de nombreux affrontements avec les troupes russes, attaque la ville de Dziatlava et s'empare de de Belitsa. Le 22 juillet 1831, un détachement entre à Navahroudak, désarme la troupe, s'empare de la prison et libère les prisonniers. Les rebelles endommagèrent une partie des archives du tribunal de district, de la police et de la mairie, et confisquèrent des provisions du magasin de réserve. Parmi ceux qui rejoignirent les rebelles à Navahroudak figurait Franciszek Mickiewicz, frère aîné d'Adam Mickiewicz, qui a été nommé gouverneur provisoire de la ville. Après la défaite de Szawle, le 8 juillet 1831, le général Henryk Dembiński lui écrit que l'armée expéditionnaire polonaise a décidé de quitter la Lituanie et s'est organisée en trois corps à Kurszany et lui demande de se joindre à celui qu'il commande et qui revient vers Varsovie et faire sa jonction avec l'armée commandée par Jan Zygmunt Skrzynecki. Il rejoint le corps de Dembiński et le détachement de Joseph Kaszyc se déplace vers le territoire polonais. Arrivé devant Varsovie, il est présenté au général Skrzynecki qui le décore de la croix militaire et le nomme lieutenant-colonel. Il prend part à la défense de Varsovie encerclée par l'armée russe et capitule le 8 septembre 1831. Il se rend ensuite à Modlin avec les nonces et l'armée. Il fait partie de l'état-major du général Dembiński chargé d'un projet de continuation de la guerre puis se retire en territoire prussien.
Après la répression de l'insurrection, Joseph Kaszyc émigre en France. En Russie, il est déclaré par le gouvernement russe comme criminel d'État de première catégorie et ses biens sont confisqués. Durant son émigration, il se lie d'amitié avec Adam Jerzy Czartoryski et Adam Mickiewicz. Il fut membre du Comité lituanien, de la Société des terres lituaniennes et russes et de la Société historique et littéraire. Il se retira ensuite de toute activité politique active.
Il meurt le 16 janvier 1868 à Nice. Il est inhumé le 21 janvier 1868 au cimetière de Montmartre, 19e division.

## Famille
Le 26 janvier 1821, il épouse Zofia Dunin-Rajecka (fille de l'ancien commandant du régiment où il sert), avec qui il a des enfants :
- Constantin-Jan-Casimir-Eustache (1822–1891) ;
- Charles Alexandre le Grand (1823-?) ;
- Juliusz-Hercules-Felix-Francisz (1828 ou 1829 - après 1865) ;
- fille.

## Distinctions
- Chevalier de la croix militaire,
- Médaille de Sainte-Hélène.